# العلاقات الغرينادية الكينية
العلاقات الغرينادية الكينية هي العلاقات الثنائية التي تجمع بين غرينادا وكينيا.

## مقارنة بين البلدين
هذه مقارنة عامة ومرجعية للدولتين:
| وجه المقارنة                                              | غرينادا                                | كينيا                         |
| --------------------------------------------------------- | -------------------------------------- | ----------------------------- |
| المساحة (كم2)                                             | 348                                    | 581.31 ألف                    |
| عدد السكان (نسمة)                                         | 107.83 ألف                             | 48.47 مليون                   |
| الكثافة السكانية (ن./كم²)                                 | 30.99 ألف                              | 83.38                         |
| العاصمة                                                   | سانت جورجز                             | نيروبي                        |
| اللغة الرسمية                                             | لغة إنجليزية، إنكليزية غرنادة المولدة ‏ | اللغة السواحلية، لغة إنجليزية |
| العملة                                                    | دولار شرق الكاريبي                     | شيلينغ كيني                   |
| الناتج المحلي الإجمالي (بليون دولار)                      | 1.12 مليار                             | 74.94 مليار                   |
| الناتج المحلي الإجمالي (تعادل القوة الشرائية) بليون دولار | 1.45 مليار                             | 142.24 مليار                  |
| الناتج المحلي الإجمالي الاسمي للفرد دولار أمريكي          | 9.21 ألف                               | 1.38 ألف                      |
| الناتج المحلي الإجمالي للفرد دولار أمريكي                 | 12.43 ألف                              | 2.95 ألف                      |
| مؤشر التنمية البشرية                                      | 0.750                                  | 0.548                         |
| رمز المكالمات الدولي                                      | +1473                                  | +254                          |
| رمز الإنترنت                                              | .gd                                    | .ke                           |
| المنطقة الزمنية                                           | 00                                     | ت ع م+03:00                   |

## منظمات دولية مشتركة
يشترك البلدان في عضوية مجموعة من المنظمات الدولية، منها:
| علم المنظمة | اسم المنظمة                                 | تاريخ انضمام غرينادا | تاريخ انضمام كينيا |
| ----------- | ------------------------------------------- | -------------------- | ------------------ |
|             | الاتحاد البريدي العالمي                     | ?                    | ?                  |
|             | يونسكو                                      | 17 فبراير 1975       | 7 أبريل 1964       |
|             | البنك الدولي للإنشاء والتعمير               | 27 أغسطس 1975        | 3 فبراير 1964      |
|             | منظمة التجارة العالمية                      | ?                    | 1995               |
|             | وكالة ضمان الاستثمار متعدد الأطراف          | 12 أبريل 1988        | 28 نوفمبر 1988     |
|             | دول الكومنولث                               | ?                    | 12 ديسمبر 1963     |
|             | الاتحاد الدولي للاتصالات                    | 17 نوفمبر 1981       | 11 أبريل 1964      |
|             | منظمة الشرطة الجنائية الدولية               | ?                    | ?                  |
|             | مؤسسة التمويل الدولية                       | 28 أغسطس 1975        | 3 فبراير 1964      |
|             | الأمم المتحدة                               | 17 سبتمبر 1974       | 16 ديسمبر 1963     |
|             | مجموعة دول أفريقيا والكاريبي والمحيط الهادئ | ?                    | ?                  |
|             | مؤسسة التنمية الدولية                       | 28 أغسطس 1975        | 3 فبراير 1964      |
|             | منظمة حظر الأسلحة الكيميائية                | ?                    | ?                  |
|             | المركز الدولي لتسوية المنازعات الاستشارية   | 23 يونيو 1991        | 2 فبراير 1967      |

## وصلات خارجية
- موقع وزارة الخارجية الكينية